# 生命之水 (西班牙童话)
《生命之水》(或译为“生命泉水”)是一则西班牙加泰罗尼亚童话。弗拉西斯科·马思朋·拉布罗(1840–1901)曾将其收录于1885年的《加泰罗尼亚民俗故事》("Cuentos Populars Catalans")一书。安德鲁·朗格也曾将其收录入1897年的《粉色童话》一书.

## 情节概要
3个兄弟和1个姐姐通过辛勤的努力，变得很富有，还盖了一座小宫殿。一切看似令人羡慕，但有一位老妇人对他们说，他们还需要一座教堂。于是他们盖了一座教堂。现在他们看似更加令人羡慕了，但又有一位老头告诉他们说，他们还需要一罐生命之水，一根散发着可永葆美丽的花香的树枝，以及会说话的鸟儿。大哥决定按老头所说的去做，独自出发去寻找这些东西。而其他人则问老头，是否有办法知道他们大哥在一路上是否安全。老头给了他们一把刀，并告诉他们：只要刀刃一直闪亮，就代表他们的大哥平安无事；但如果刀刃上出现血色，则大哥已发生不测。
大哥去见了一位巨人，巨人告诉他必须经过一条路，路上会有会嘲笑他的石头。如果他在路上不去回头看那些笑话他的石头，他就能得到想要的那些东西；反之如果他回头看了一眼，就会也变成石头。他于是向目的地所在的山峰出发了。一路上，有很多石头用很大的声音嘲笑他，最后他仍不住拿起一个石块扔向了它们，结果马上石化了。
剑的变化告知了变故的发生。于是另外2个兄弟也前去一探究竟，结果都遭到相同的厄运。
姐姐最后也出发了，但一路上始终没有回头。在山顶上，她发现了一个水池，还有小鸟在树枝上憩息，这里有她所需要的一切。于是她将自己所需的全带走了。但是由于一路上很劳累，她在返程的路上散落了一些水珠。而这些水珠散落到石头上后，变成石头的人们就恢复了生命。于是她把每一个石头都撒上水珠，使所有的人都复活了。到家后，她种下带来的树，给它浇水，让它成长。而鸟儿们也都来到树枝上憩息。
一位王子路过，看到了这里仙境般的景色。王子后来就在他们建造的教堂内与姐姐成婚。

## 其它版本
寻找一个树枝、一份神奇魔水和一种会说话的鸟的故事也见于其它一些故事，如《会舞动的水，会歌唱的苹果和会说话的鸟儿》、《美丽星公主》。另一些版本则只有鸟，如《三只小鸟》和《真理之鸟》。